# Hape
Hape, jedna od mnogobrojnih bandi Coahuiltecan Indijanaca što je u drugoj polovici 17. stoljeća lutala krajevima sve od sjeveroistočne Coahuile i preko Rio Grandea do jugozapadnih rubova Edwards Plateaua u Teksasu. Ovo maleno pleme poznato je i pod imenima Ape, Xape i Jeapa, a moguće je da se kriju i pod imenom Aba. Ekspedicija Bosque-Larios 1675. susrela se s 54 Hape i Yorica Indijanca nekoliko milja sjeverno od Rio Grande kod sadašnjeg El Passa. Za njih se zna da su bili u neprijateljstvu s plemenima Ocana, Pataguo i 'Yurbipame’, bandama što su se nalazile prema istoku duž rijeka Nueces i Frio južno od Edwards Plateaua. Godine 1688. Hape su imali oko 500 duša, uskoro su ih zbrisale epidemije boginja. Nakon 1689. većinu preživjelih su poklali nepoznati Indijanci.

## Vanjske poveznice
- Hape indians